# Eystrup
Eystrup là một đô thị ở huyện Nienburg, trong bang Niedersachsen, nước Đức. Đô thị Eystrup có diện tích 24,05 km². Đô thị này nằm bên hữu ngạn sông Weser, cự ly khoảng 15 km về phía bắc của Nienburg, và 15 km về phía nam của Verden.
Eystrup là thủ phủ của Samtgemeinde ("đô thị tập thể") Eystrup.